# Lijst van voetbalinterlands Hongarije - Verenigde Arabische Emiraten
Deze lijst van voetbalinterlands is een overzicht van alle officiële voetbalwedstrijden tussen de nationale teams van Hongarije en Verenigde Arabische Emiraten. De landen hebben tot op heden twee keer tegen elkaar gespeeld. De eerste ontmoeting was een vriendschappelijke wedstrijd in Nîmes (Frankrijk) op 28 mei 1990. Voor de Verenigde Arabische Emiraten was dit een oefenwedstrijd in aanloop naar het Wereldkampioenschap voetbal 1990 in Italië. De laatste wedstrijd, eveneens een vriendschappelijk duel, vond plaats op 14 augustus 1996 in Siófok.

## Wedstrijden
| № | Plaats | Datum            | Competitie        | Wedstrijd                                | Uitslag |
| - | ------ | ---------------- | ----------------- | ---------------------------------------- | ------- |
| 1 | Nîmes  | 28 mei 1990      | Vriendschappelijk | Verenigde Arabische Emiraten − Hongarije | 0 − 3   |
| 2 | Siófok | 14 augustus 1996 | Vriendschappelijk | Hongarije − Verenigde Arabische Emiraten | 3 − 1   |

## Samenvatting
| Competitie        | Totaal gespeeld | Winst Hongarije | Gelijk | Winst V.A.E. | Doelsaldo Hongarije – V.A.E. |
| ----------------- | --------------- | --------------- | ------ | ------------ | ---------------------------- |
| Vriendschappelijk | 2               | 2               | 0      | 0            | 6 − 1                        |
| Totaal            | 2               | 2               | 0      | 0            | 6 − 1                        |

MLSZ · A-internationals · Selecties · Bondscoaches · Hongaars vrouwenelftal · Olympisch elftal · Hongarije U21 · Hongarije U20 · Hongarije U19 · Hongarije U18 · Hongarije U17 · Hongarije U16
1902 – 1919 · 
1920 – 1929 · 
1930 – 1939 · 
1940 – 1949 · 
1950 – 1959 · 
1960 – 1969 · 
1970 – 1979 · 
1980 – 1989 · 
1990 – 1999 · 
2000 – 2009 · 
2010 – 2019 ·
2020 − 2029
EK's:
1964 · 
1972 · 
2016 ·
2020 ·
2024
WK's:
1934 · 
1938 · 
1954 · 
1958 · 
1962 · 
1966 · 
1978 · 
1982 · 
1986
OS:
1912 · 
1924 · 
1936 · 
1952 · 
1960 · 
1964 · 
1968 · 
1972 · 
1996
1902 · 
1903 · 
1904 · 
1905 · 
1906 · 
1907 · 
1908 · 
1909 · 
1910 · 
1911 · 
1912 · 
1913 · 
1914 · 
1915 · 
1916 · 
1917 · 
1918 · 
1919 · 
1920 · 
1921 · 
1922 · 
1923 · 
1924 · 
1925 · 
1926 · 
1927 · 
1928 · 
1929 · 
1930 · 
1931 · 
1932 · 
1933 · 
1934 · 
1935 · 
1936 · 
1937 · 
1938 · 
1939 · 
1940 · 
1941 · 
1942 · 
1943 · 
1944 · 
1945 · 
1946 · 
1947 · 
1948 · 
1949 · 
1950 · 
1952 · 
1952 · 
1953 · 
1954 · 
1955 · 
1956 · 
1957 · 
1958 · 
1959 · 
1960 · 
1961 · 
1962 · 
1963 · 
1964 · 
1965 · 
1966 · 
1967 · 
1968 · 
1969 · 
1970 · 
1971 · 
1972 · 
1973 · 
1974 · 
1975 · 
1976 · 
1977 · 
1978 · 
1979 · 
1980 · 
1981 · 
1982 · 
1983 · 
1984 · 
1985 · 
1986 · 
1987 · 
1988 · 
1989 · 
1990 · 
1991 · 
1992 · 
1993 · 
1994 · 
1995 · 
1996 · 
1997 · 
1998 · 
1999 · 
2000 · 
2001 · 
2002 · 
2003 · 
2004 · 
2005 · 
2006 · 
2007 · 
2008 · 
2009 · 
2010 · 
2011 · 
2012 · 
2013 · 
2014 · 
2015 ·
2016 ·
2017 ·
2018 ·
2019 ·
2020 ·
2021 ·
2022 ·
2023 ·
2024
Albanië ·
Algerije ·
Andorra · 
Antigua en Barbuda ·
Argentinië ·
Armenië ·
Australië ·
Azerbeidzjan ·
België ·
Bohemen ·
Bolivia ·
Bosnië en Herzegovina ·
Brazilië ·
Bulgarije ·
Canada ·
Chili ·
China ·
Colombia ·
Costa Rica ·
Cyprus ·
Denemarken ·
DDR ·
Duitsland ·
Egypte ·
El Salvador ·
Engeland ·
Estland ·
Faeröer ·
Finland ·
Frankrijk ·
Georgië ·
Griekenland ·
Ierland ·
IJsland ·
India ·
Iran ·
Israël ·
Italië ·
Ivoorkust ·
Japan ·
Joegoslavië ·
Jordanië ·
Kazachstan · 
Koeweit ·
Kosovo · 
Kroatië ·
Letland ·
Libanon ·
Liechtenstein ·
Litouwen ·
Luxemburg ·
Malta ·
Mexico ·
Moldavië ·
Montenegro ·
Nederland ·
Nederlands-Indië ·
Nieuw-Zeeland ·
Noord-Ierland ·
Noord-Macedonië ·
Noorwegen ·
Oekraïne ·
Oostenrijk ·
Paraguay ·
Peru ·
Polen ·
Portugal ·
Qatar ·
Roemenië ·
Rusland ·
San Marino ·
Saoedi-Arabië ·
Schotland ·
Servië ·
Slovenië ·
Slowakije ·
Sovjet-Unie ·
Spanje ·
Tsjechië ·
Tsjecho-Slowakije ·
Turkije ·
Uruguay ·
Verenigde Arabische Emiraten ·
Verenigde Staten ·
Verenigd Koninkrijk ·
Wales ·
Wit-Rusland ·
Zuid-Korea ·
Zweden ·
Zwitserland
Brazilië (1954) · 
Duitsland (2021) ·
Frankrijk (2021) · 
IJsland (2016) · 
Italië (1938) · 
Oostenrijk (2016) · 
Portugal (2021) · 
West-Duitsland (1954, 2)
UAEFA · A-internationals · Bondscoaches · Statistieken · Olympisch elftal · Vrouwenelftal van de Verenigde Arabische Emiraten · VA Emiraten U21 · VA Emiraten U19 · VA Emiraten U17
1972 – 1979 ·
1980 – 1989 ·
1990 – 1999 ·
2000 – 2009 ·
2010 – 2019 ·
2020 − 2029
OS 2012
Algerije ·
Andorra ·
Angola ·
Argentinië ·
Armenië ·
Australië ·
Azerbeidzjan ·
Bahrein ·
Bangladesh ·
Benin ·
Bolivia ·
Brazilië ·
Brunei ·
Bulgarije ·
Chili ·
China ·
Colombia ·
Costa Rica ·
Denemarken ·
Dominicaanse Republiek ·
Duitsland ·
Egypte ·
Estland ·
Filipijnen ·
Finland ·
Gabon ·
Gambia ·
Georgië ·
Haïti ·
Honduras ·
Hongarije ·
Hongkong ·
IJsland ·
India ·
Indonesië ·
Irak ·
Iran ·
Japan ·
Jemen ·
Joegoslavië ·
Jordanië ·
Kazachstan ·
Kenia ·
Kirgizië ·
Koeweit ·
Laos ·
Libanon ·
Libië ·
Litouwen ·
Maleisië ·
Malta ·
Marokko ·
Mauritanië ·
Moldavië ·
Myanmar ·
Nepal ·
Nieuw-Zeeland ·
Noord-Korea ·
Noorwegen ·
Oekraïne ·
Oezbekistan ·
Oman ·
Oost-Timor ·
Pakistan ·
Palestina ·
Paraguay ·
Peru ·
Polen ·
Qatar ·
Roemenië ·
Rusland ·
Saoedi-Arabië ·
Senegal ·
Singapore ·
Slovenië ·
Slowakije ·
Soedan ·
Sri Lanka ·
Syrië ·
Tadzjikistan ·
Thailand ·
Togo ·
Trinidad en Tobago ·
Tsjechië ·
Tunesië ·
Turkmenistan ·
Uruguay ·
Venezuela ·
Vietnam ·
Wit-Rusland ·
Zuid-Afrika ·
Zuid-Korea ·
Zweden ·
Zwitserland